# 類型
| ウィキペディアには「類型」という見出しの百科事典記事はありません（タイトルに「類型」を含むページの一覧/「類型」で始まるページの一覧）。 代わりにウィクショナリーのページ「類型」が役に立つかもしれません。 |